# Giorgio Anglesio
Giorgio Anglesio, född 13 april 1922 i Turin, död 24 juli 2007 i Turin, var en italiensk fäktare.
Anglesio blev olympisk guldmedaljör i värja vid sommarspelen 1956 i Melbourne.